# La Purísima de la Cueva
La Purísima de la Cueva är en ort i Mexiko.   Den ligger i kommunen Corregidora och delstaten Querétaro Arteaga, i den centrala delen av landet, 180 km nordväst om huvudstaden Mexico City. La Purísima de la Cueva ligger 2 144 meter över havet och antalet invånare är 421.
Terrängen runt La Purísima de la Cueva är platt österut, men västerut är den kuperad. La Purísima de la Cueva ligger uppe på en höjd. Runt La Purísima de la Cueva är det tätbefolkat, med 511 invånare per kvadratkilometer. Närmaste större samhälle är Santiago de Querétaro, 13,7 km nordost om La Purísima de la Cueva. Trakten runt La Purísima de la Cueva består till största delen av jordbruksmark.